# Commodore 128
Commodore 128 (C128, CBM 128, C=128) je bilo kućno računalo koje je na tržište izbacila 1985. godine tvrtka Commodore International. Glavni dizajner C128 bio je Bil Herd. Tehnički, Commodore 128 bio je jači nasljednik Commodorea 64, koji je (za razliku od Commodore Plus/4) zadržao kompatibilnost s Commodoreom 64. Novi stroj imao je 128 KB RAM-a, u dvije stranice od 64 KB i 80 kolonski RGBI video izlaz kojim je upravljao integrirani krug posebne namjene 8563 VDC s vlastitih 16 KB video RAM-a. Kućište je bilo potpuno redizajnirano, s kvalitetnom tipkovnicom koja je sadržavala i brojčanu tipkovnicu. 